# ウェルネスバレー

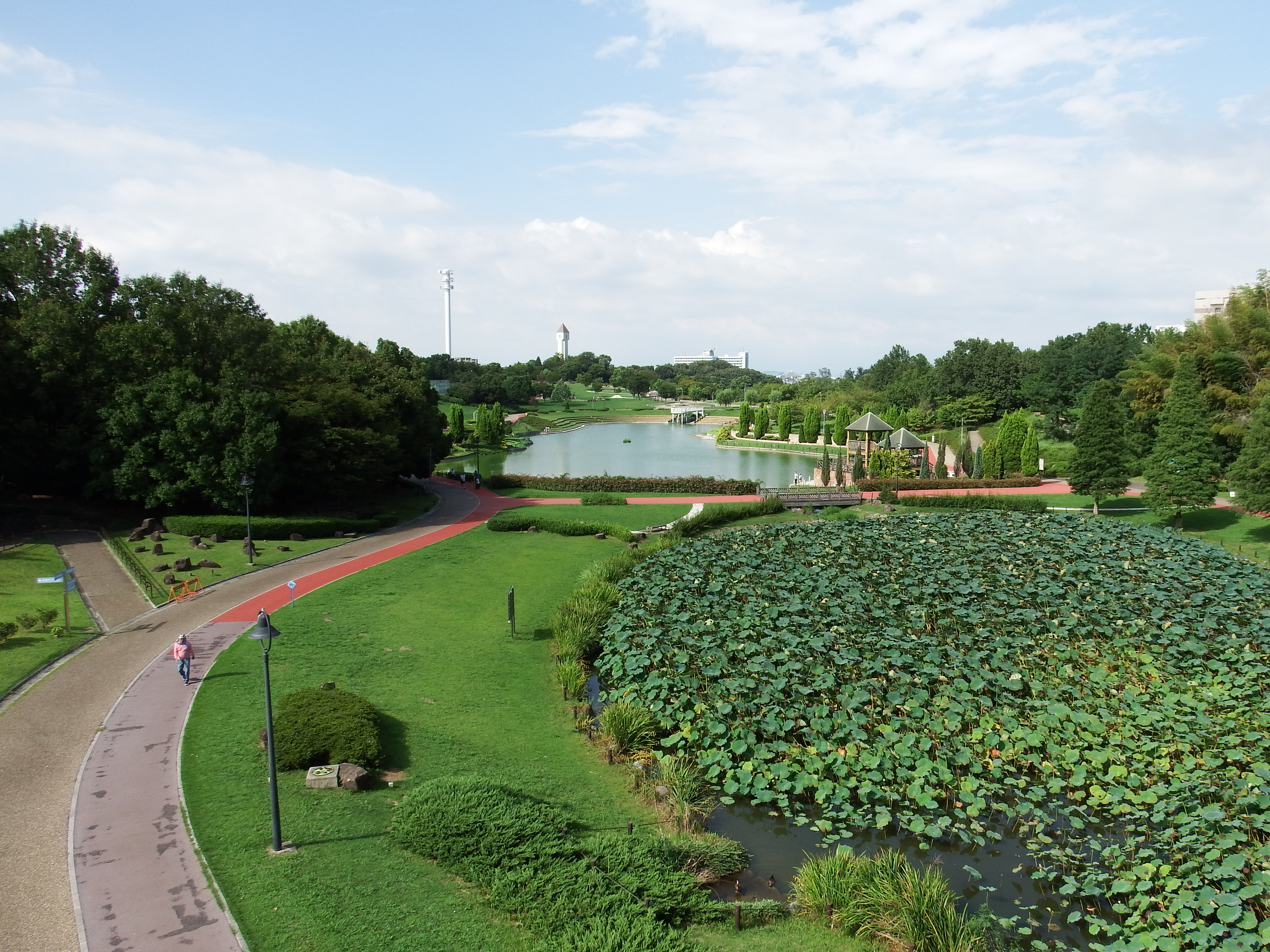
あいち健康の森公園

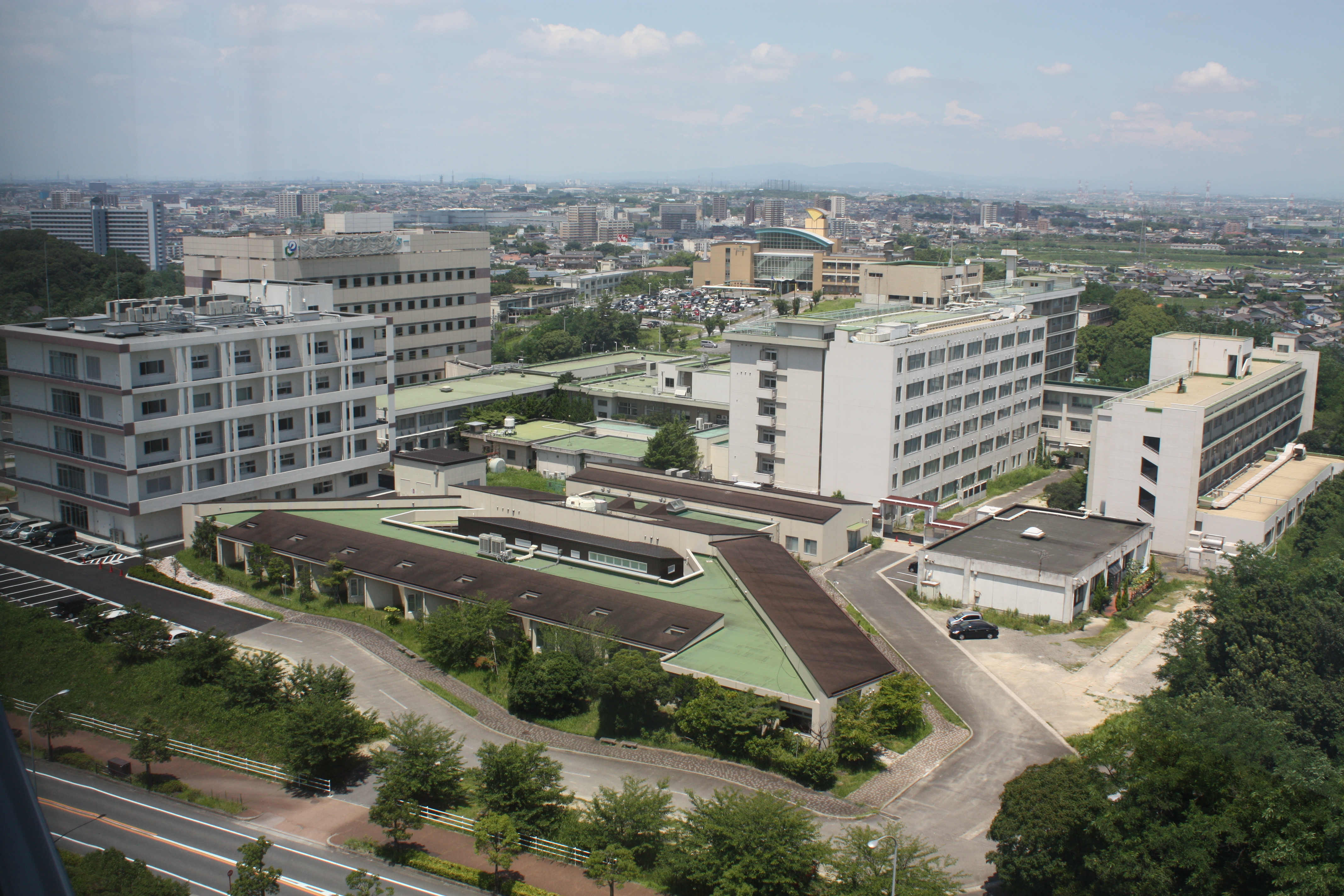
国立長寿医療研究センター（前方）とあいち小児保健医療総合センター（後方）

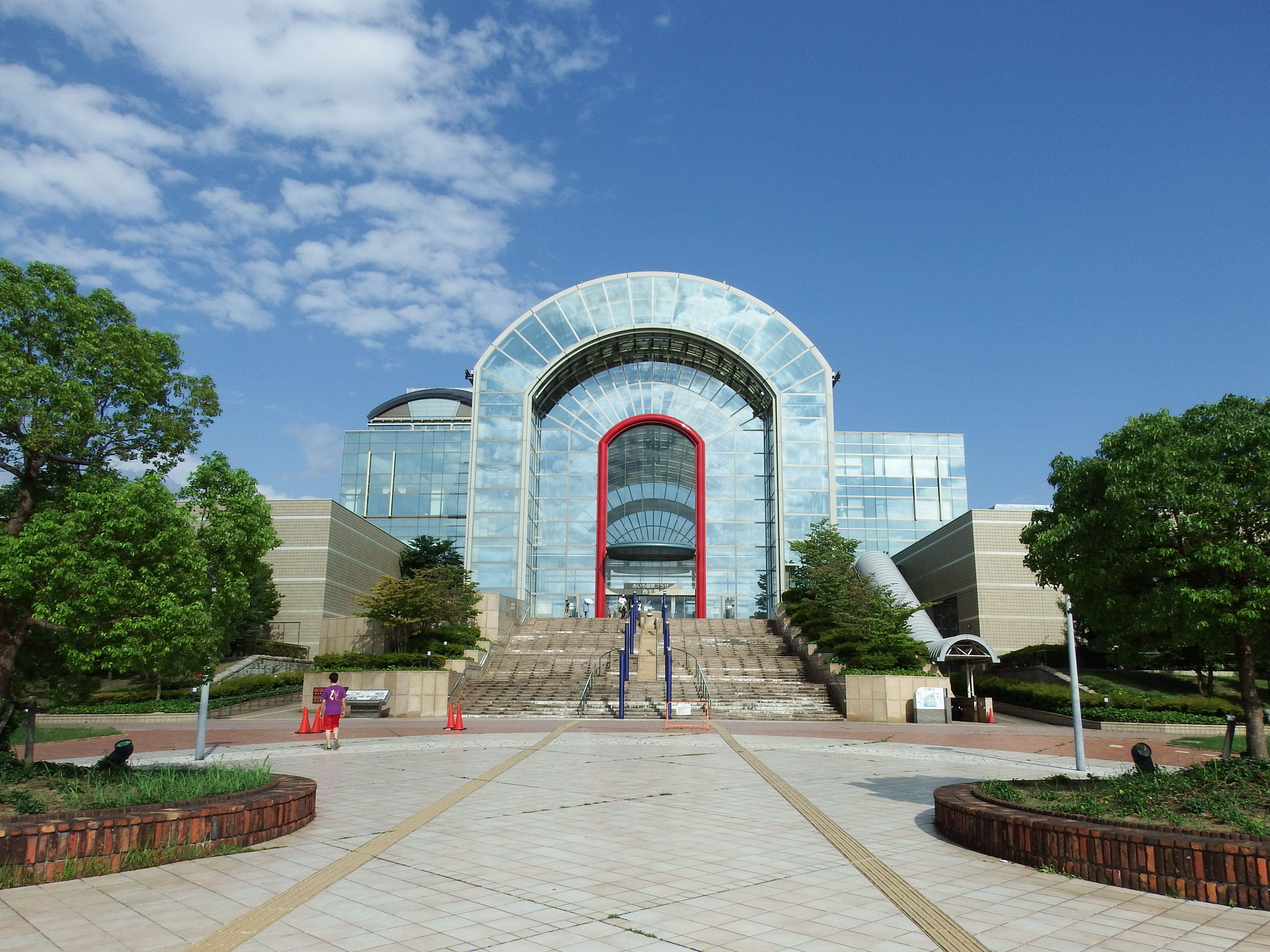
あいち健康プラザ

ウェルネスバレー は愛知県大府市南部から同県知多郡東浦町北部にかけて位置し、健康・医療・介護・福祉関連の機関や施設が集積する全国有数の地区である。

## 構想
大府市と知多郡東浦町は共同で、健康・医療・介護･福祉施設が集積しているあいち健康の森付近において健康長寿の一大拠点の形成を目指すウェルネスバレー構想を提唱した。構想では、幸齢社会の実現に向けた、関連機関や地域の住民らとの交流や提携による健康医療に関する諸問題の解決と全国への情報発信を目指す。現在ウェルネスバレー推進協議会が設立され、今後は関連企業の誘致による産業の育成・創出、住環境の整備、モデル事業の展開などが推進される。

## 関連機関
- 独立行政法人 国立長寿医療研究センター
  - 健康増進・老年病予防センター
- あいち小児保健医療総合センター
- あいち健康の森公園管理事務所
- あいち健康の森健康科学総合センター
  - 知多郡東浦町
- アイ・ドリームライフサポート株式会社
- 社会福祉法人仁至会 
  - 認知症介護研究・研修大府センター
  - 介護老人保健施設ルミナス大府
  - 障害者福祉施設サンサン大府
- 社会福祉法人愛知県厚生事業団愛厚ホーム大府苑
- 株式会社げんきの郷
- 住宅型有料老人ホーム さわやかの丘
- 協同組合健康木の住まいウッドビレッジ
- 至学館大学
- 社会福祉法人憩の郷
- 大府市役所
- 大府商工会議所
- 東浦町役場
- 東浦町商工会

## 新たなプロジェクト
- 重粒子線がん治療施設（未着工）
- 薬草園（2015年（平成27年）4月28日オープン[2]）

## 主なイベント
- 長寿医療研究センター国際シンポジウム
- 「こころの森美術館」国際版画展ツアー in あいち
- 持続可能な地域づくりを考えるシンポジウム in ウェルネスバレー
- あいち県民健康祭 「健康はバランスのとれた生活から」
- あいち介護予防フォーラム「自分らしくいきいきと元気に過ごす」
- ウェルネスバレー構想『幸齢社会フォーラム』
- あいち健康の森公園ヴァーチャルウォーキング
- 菜の花フェスティバル
- ランニングイベント ～トップアスリートと走ろう！～ウェルネスバレーめぐり
- おおぶWELL噛む健康祭

## 情報発信
- ウェルフェア2013（国際福祉健康産業展）への出展
- 全日本うまいもの祭り in モリコロパークへの出展
- ifia／HFE JAPAN 2013（国際食品素材・添加物展・会議／ヘルスフードエキスポ）への参画

## モデル事業 - 実施主体
2012年
- 脳とからだの健康チェック - 独立行政法人 国立長寿医療研究センター
- 腰部負担軽減具実証実験 - 中京大学・旭ゴム化工
- 安全運転ドライバー支援講座 - 独立行政法人 国立長寿医療研究センター
- 情報通信機能維持システム実証実験 - 大府市

2013年
- 高齢者・障がい者等横断支援装置運用開始 - 大府市
- 北崎エリア出張販売 with ふれあいサロン運用開始 - 大府市

2014年
- 製販ドリブンモデル - 大府市